# ダニエル・アロミア・ロブレス

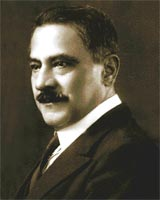
ダニエル・アロミア・ロブレス

ダニエル・アロミア・ロブレス（スペイン語: Daniel Alomía Robles、1871年1月3日 - 1942年6月18日）はペルーのオペラとサルスエラの作曲家、音楽学者。フォルクローレをもとに、サルスエラのために『コンドルは飛んでいく』を作曲した。この曲はサイモン&ガーファンクルの編曲によって知られている。
ワヌコ出身。両親はフランス人移民である。1882年に一家はリマに移住した。1892年に国立サンマルコス大学の医学部に入学するが、1894年に大学を辞め音楽の道に進んだ。南米各地の民謡を収集し、1910年にアンデス音楽の構造は五音音階であることを論文で発表した。1913年、サルスエラ『コンドルは飛んでいく』を作曲。この作品はリマで3000回以上上演された。1919年から1933年までアメリカ合衆国で生活し、演奏活動やペルー音楽についての講演を行った。帰国後は教育省の芸術局長に就任した。